# Edi Hila
Edi Hila (Shkodra, 1944. október 13. –) albán festő.

## Élete
A tiranai Jordan Misja művészeti gimnáziumban érettségizett, majd a Tiranai Művészeti Egyetemen tanult festészetet 1967-ig. Albánia közszolgálati műsorszolgáltatójánál szcenográfusként dolgozott. 1972-ben készítette el a Fák ültetése című festményét, amely híressé tette. Egy évvel később Firenzébe, Olaszországba ment, hogy egy televíziós állomásnál szcenográfiával foglalkozzon. A munkásságát jelentősen befolyásolta a firenzei múzeumokkal való kapcsolata és a reneszánsz festészet. 1980-től illusztrátorként dolgozott a Horizon című gyermek tudományos folyóiratnál.
1988-ban a Tiranai Művészeti Egyetemen oktató, 1999-ben professzori címet kapott. 1993-ban a művészeti tanszék dékánja lett. Az 1990-es években kivándorolt az országból, és Firenzében telepedett le.
Számos kiállításon vett részt, köztük a Velencei biennálén (1999), Stockholmban, Berlinben (1999), a Müpában Budapesten (2000) és Kasselben.

## Munkái (sorozatok)[5]
- Paradoxon (2000–2005)
- Kapcsolatok (2002–2014)
- Fenyegetés (2003–2009)
- Út menti objektumok (2007–2010)
- Penthouses (2013)
- A Nemzet körútjának mártírjai (2015)
- Sátor az autó tetején (2017)

## Fordítás
- Ez a szócikk részben vagy egészben  az   Edi Hila című német Wikipédia-szócikk ezen változatának fordításán alapul.  Az eredeti cikk szerkesztőit annak laptörténete sorolja fel. Ez a jelzés csupán a megfogalmazás eredetét és a szerzői jogokat jelzi, nem szolgál a cikkben szereplő információk forrásmegjelöléseként.